# Кетрин Бигелоу
Кетрин Бигелоу (енгл. Kathryn Bigelow, IPA:; рођена 27. новембра 1951. у Сан Карлосу, Калифорнија, САД) је америчка филмска редитељка. Дипломирала сликарство на Уметничком институту у Сан Франциску 1970. На њујоршком универзитету Колумбија дипломирала филм у класи професора Милоша Формана, а такође је похађала независни програм музеја Витни у Њујорку. Професори су јој били концептуални уметници Вито Акончи, Сузан Сонтаг и Лоренс Винер.
Најпознатија је по култном хорору Близу таме (енгл. Near Dark) из 1987, историјском трилеру Тежина воде (енгл. Weight of Water) из 2000. и ратној драми Катанац за бол (енгл. The Hurt Locker) из 2008. за коју је 2009. добила Оскара за режију и тако постала прва жена у историји америчког филма која је освојила ту награду.
Од 1989. до 1991. била је у браку са филмским редитељем Џејмсом Камероном.

## Филмографија
- Намештаљка (Set-up) (1978, краткометражни)
- Без љубави (The Loveless) (1981)
- Близу таме (Near Dark; 1987)
- Плави челик (Blue Steel) (1989)
- Злочин на таласима (Point Break) (1991)
- Чудни дани (Strange Days) (1995)
- Тежина воде (Weight of Water) (2000)
- Тајна подморнице К-19 (K-19: The Widowmaker) (2002)
- Катанац за бол (The Hurt Locker) (2008)